# Caso da Rota 66
O Caso da Rota 66 foi uma ação policial promovida pela  equipe 66 das Rondas Ostensivas Tobias de Aguiar (ROTA) na madrugada de 23 de abril de 1975, que resultou na morte de três jovens de classe média de São Paulo, Francisco Nogueira Noronha, José Augusto Diniz Junqueira, e Carlos Ignácio Rodrigues Medeiros. Os policiais envolvidos eram o sargento José, o cabo Roberto, e os soldados Antonio, Claudio e Francisco.

## Ocorrência
Durante uma patrulha de rotina na Rua João Clemente, no bairro dos Jardins, em São Paulo, uma viatura da ROTA, pertencente à equipe 13, avistou três rapazes ao lado de um veículo da marca Puma, estacionado em uma garagem de uma das casas. Os três rapazes eram Francisco Nogueira Noronha, 17 anos, conhecido por Chiquinho; José Augusto Diniz Junqueira, 19 anos, conhecido por Gugu; e Carlos Ignácio Rodrigues Medeiros, 22 anos, conhecido por Pancho. Eles estavam furtando o tocafitas do veículo, de propriedade de Roberto de Carvalho Veras, conhecido do trio. Assim que perceberam a viatura, entraram no Fusca azul e correram do local. A perseguição passou pela Rua Maestro Chiafarelli, cruzando a Avenida Brasil, entrando na Avenida 9 de Julho, onde a Rota 13 perdeu o Fusca de vista, mas à partir daí a viatura da equipe 66 da ROTA deu prosseguimento à perseguição, que acabou na Rua Argentina, quando o Fusca foi alvejado diversas vezes pela polícia, e bateu num poste. Gugu, sentado atrás do banco do motorista, foi baleado e morto ainda dentro do carro. Chiquinho e Pancho desceram do carro, e foram fuzilados. Os três ocupantes foram mortos pelos policiais, mas ainda assim foram levados ao Hospital das Clínicas pela equipe 17 da ROTA, mas não sobreviveram.

## Investigação
De início foi averiguado que o Fusca não tinha boletim de ocorrência por roubo. As investigações apontaram contradições em relação ao que foi notificado pelos cinco policiais envolvidos no caso, que afirmaram que houve troca de tiros na ocorrência. Chiquinho tinha uma perfuração de bala na axila, indicando que o tiro fora disparado enquanto ele estava com os braços levantados. Os revólveres supostamente apreendidos pela polícia, dois calibre 22 e um calibre 32, foram analisados pelo Departamento de Ordem Política e Social (Dops), e foi descoberto que uma das armas estava em poder da polícia antes da ocorrência, indicando que a arma foi plantada pela polícia para justificar a morte dos rapazes.
Outra contradição surgida nas investigações foi o depoimento de uma testemunha, que afirmara ter ouvido um dos rapazes ter implorado para não atirarem, se opondo à troca de tiros, versão oficial dos policiais.
Para acompanhar as apurações de forma isenta, as famílias das vítimas contrataram o criminalista Paulo José da Costa. Todas as evidências indicaram que o veículo foi metralhado pelos policiais.

## Julgamento e absolvição
O caso correu pela justiça comum até 1979, quando a promotoria acreditava na condenação dos policiais. Nesse ano o Supremo Tribunal Federal (STF) anulou o processo e determinou que o caso fosse julgado pela Justiça Militar. Em 24 de junho de 1981 os policiais foram absolvidos.
Em entrevista concedida por Erasmo Dias em julho de 2004, o ex-Secretário de Segurança do Estado de São Paulo entre os anos de 1974 a 1977 afirmou que os adolescentes estavam desarmados, e que as armas e a maconha foram plantadas. Além disso, Erasmo admitiu que o sistema utilizado pelos policiais era comum, não sendo a última e nem a primeira vez a ocorrer algo desse tipo.

## Livro
O caso foi detalhado na obra de Caco Barcellos, Rota 66: a história da polícia que mata, onde o jornalista parte do caso e aponta outras diversas ocorrências de violência policial no estado de São Paulo.